# Piprörtjärnen (Hotagens socken, Jämtland)
Piprörtjärnen är en sjö i Krokoms kommun i Jämtland och ingår i Indalsälvens huvudavrinningsområde.